# Lamberto Loria
Lamberto Loria (* 12. Februar 1855 in Alexandria, Ägypten; † 4. April 1913 in Rom) war ein italienischer Ethnograph und Naturforscher.

## Leben und Wirken
Loria wurde als Sohn einer italienisch-jüdischen Familie in Alexandria, Ägypten, geboren. Nach dem Tod seiner Mutter Clara ließ er sich mit seinem Vater Mario, einem Arzt, in Pisa nieder. Hier besuchte er das Gymnasium und die Universität, wo er 1881 seinen Abschluss in Mathematik erlangte. Anschließend wurde er Mitglied an der Società Italiana di Antropologia e Etnologia (Italienische Gesellschaft für Anthropologie und Ethnologie), die 1870 von Paolo Mantegazza in Florenz gegründet wurde.
Loria unternahm zahlreiche Reisen, auf denen er entweder anthropologisch-ethnologische Studien betrieb oder zoologische Proben sammelte. Diese führten ihn ab 1883 zunächst nach Schweden, Norwegen, Finnland, Russland und Turkestan. Von 1889 bis 1890 und ein weiteres Mal von 1892 bis 1897 verbrachte er in Papua-Neuguinea und auf den Trobriand-Inseln. Seine letzte Expedition ging 1905 nach Eritrea. Nach seiner Rückkehr nach Italien beendete Loria seine Forschungsarbeit und widmete sich in Zusammenarbeit mit Professor Aldobrandino Mochi, einem Schüler von Mantegazza, der Ethnographie und Anthropologie Italiens.
1906 gründeten sie in Florenz das erste italienische Museum für Ethnographie. Bald darauf wurde das Museum nach Rom verlegt, nachdem dort im Jahr 1911 aus Anlass des 50. Jahrestages der Einheit Italiens die erste ethnographische Ausstellung organisiert wurde. Neben den 5.000 Artefakten aus Florenz wurden über 30.000 Objekte, die von Loria und seinen Assistenten gesammelt wurden, der Sammlung in Rom hinzugefügt.
Lorias reichhaltige naturhistorische und ethnographische Sammlungen werden in verschiedenen italienische Museen aufbewahrt, darunter im Museo di storia naturale Giacomo Doria in Genua, im Museo Nazionale Preistorico Etnografico „Luigi Pigorini“ in Rom, im Museo di storia naturale sezione di antropologia ed etnologia in Florenz und im Museo Civico Archeologico Etnologico di Modena. Über seine Arbeit in Papua-Neuguinea erschien der mehrteilige Forschungsbericht Viaggio di Lamberto Loria nella Papuasia Orientale, an dem unter anderen Tommaso Salvadori beteiligt war. Sein Reisetagebuch blieb unveröffentlicht.

## Dedikationsnamen
Nach Loria sind der Froschlurch Oreophryne loriae, die Geckoart Cyrtodactylus loriae, die Skinkart Sphenomorphus loriae, Toxicocalamus loriae (eine Schlangenart aus der Gattung der Neuguinea-Waldottern), der Loriaparadiesvogel (Cnemophilus loriae), Ptilorrhoa leucosticta loriae (Unterart des Bergwaldflöters), Erythropitta macklotii loriae (Unterart der Papua-Blaubrustpitta), Lorias Mastino-Fledermaus (Mormopterus loriae) und die Große Greifschwanzratte (Pogonomys loriae) benannt.

## Schriften (Auswahl)
- Il matrimonio nei villaggi del basso San Giuseppe. Nuova Guinea Britannica, 1903
- Appunti di psicologia papuana. Punta S.-E. della Nuova Guinea Britannica, 1905
- Intervento in Atti, 1906
- Come si deve usare la macchina fotografica, 1907
- Com’è sorto il Museo di Etnografia Italiana in Firenze, 1907
- Il paese delle figure, 1907 (Nachdruck 1981)
- L’Etnografia italiana. Dal Museo all'Esposizione, «Il Marzocco», a. XIII, n. 31, agosto, 1908